# Matthew Wood
Matthew Wood, född den 2 juni 1768 i Tiverton i Devonshire, död den 25 september 1843 nära Gloucester, var en brittisk politiker, far till William Wood, 1:e baron Hatherley, farfar till sir Evelyn Wood.
Wood var son till en hantverkare och vann förmögenhet som droghandlande i London samt var lord Mayor 1815-17 och från 1817 till sin död en bland Londons representanter i underhuset. Wood var drottning Karolina varmt hängiven, och hon bodde det kritiska året 1820 i hans hus. Wood var en tid ekonomisk förtroendeman åt hertigen av Kent, och dennes dotter, drottning Viktoria, skyndade vid sin tronbestigning 1837 att visa honom sin tacksamhet genom att upphöja honom till baronet.